# Jürgen Grabowski
Jürgen Grabowski (ur. 7 lipca 1944 w Wiesbaden, zm. 10 marca 2022 tamże) – niemiecki piłkarz.
Występował na pozycji napastnika lub pomocnika. W latach 1966–1974 reprezentant Niemiec w piłce nożnej. Złoty medalista mistrzostw Europy 1972 i mistrzostw świata 1974, uczestnik mistrzostw świata 1966 i 1970.

## Życiorys
Karierę zaczynał w dwóch mniejszych klubach z rodzinnego miasta, a w 1965 przeniósł się do Eintrachtu Frankfurt, gdzie występował przez 15 lat. Rozegrał 441 spotkań Bundesligi i zdobył 109 bramek. Jego największym klubowym sukcesem był Puchar UEFA zdobyty w 1980. W tym samym roku zakończył karierę.
W reprezentacji Niemiec debiutował 4 maja 1966 w meczu z Irlandią. Rozegrał 44 spotkania i strzelił 5 goli. Jego ostatnim meczem był 7 lipca 1974 zwycięski finał MŚ 1974 z Holandią. Na MŚ 70 wywalczył z drużyną brązowy medal. Był także członkiem kadry RFN na MŚ 66, na których została wicemistrzem świata, ale nie zagrał w ani jednym meczu. W 1972 został mistrzem Europy.
W 1971 w meczu eliminacyjnym mistrzostw Europy 1972 z Polską na Stadionie X-lecia w Warszawie strzelił w 70. minucie ostatniego gola dla drużyny RFN, która wygrała 3:1. Zagrał też w rewanżu w Hamburgu zremisowanym 0:0. Także w trakcie mistrzostw świata 1974 wystąpił w meczu z Polakami, wygranym przez Niemców 1:0.

## Sukcesy

### Eintracht Frankfurt
- Puchar Niemiec: 1973/1974, 1974/1975
- Puchar UEFA: 1979/1980

### Niemcy
Mistrzostwa świata
- Mistrzostwo: 1974

Mistrzostwa Europy
- Mistrzostwo: 1972